# Greg Pankewicz
Greg Pankewicz (né le 6 octobre 1970 à Drayton Valley, dans la province de l'Alberta au Canada) est un joueur professionnel canadien de hockey sur glace.

## Carrière de joueur
Natif de la province de l'Alberta, il se joint aux Pats de Regina pour y évoluer deux saisons avant de devenir professionnel en 1991. Il rejoint les Cherokees de Knoxville de la East Coast Hockey League avant de graduer dans la Ligue américaine de hockey.
Évoluant pour les Senators de New Haven, il signe un contrat avec le club parent de ces derniers, les Sénateurs d'Ottawa de la Ligue nationale de hockey. Il n'y joue que deux parties lors de la saison qui suit. Durant les années suivantes, n'ayant pas de contrat de la LNH, il joue pour plusieurs clubs de la LAH et de la Ligue internationale de hockey. Avant le début de la saison 1998-1999, il signe avec les Flames de Calgary avec lesquels il joue 18 parties au cours de la saison. Il rejoint en suite les Sharks de San José sans toutefois participer à une seule partie du club californien.
Il continue à évoluer pour des clubs des ligues mineures jusqu'à aujourd'hui. De 2003 à 2009, il joue pour les Eagles du Colorado de la Ligue centrale de hockey. Avec ce club, il remporte deux fois le championnat de la ligue, est nommé à quelques reprises sur l'équipe d'étoiles et participe aussi à plusieurs Matchs des étoiles.

## Statistiques
| Saison     | Équipe                              | Ligue |    | Saison régulière | Saison régulière | Saison régulière | Saison régulière | Saison régulière |    | Séries éliminatoires | Séries éliminatoires | Séries éliminatoires | Séries éliminatoires | Séries éliminatoires |
| Saison     | Équipe                              | Ligue | PJ | B                | A                | Pts              | Pun              | PJ               | B  | A                    | Pts                  | Pun                  |                      |                      |
| 1988-1989  | Crusaders de Sherwood Park          | AJHL  | 53 | 26               | 18               | 44               | 307              | -                | -  | -                    | -                    | -                    |                      |                      |
| 1989-1990  | Pats de Regina                      | LHOu  | 63 | 14               | 24               | 38               | 136              | 10               | 1  | 3                    | 4                    | 19                   |                      |                      |
| 1990-1991  | Pats de Regina                      | LHOu  | 72 | 39               | 41               | 80               | 134              | 8                | 4  | 7                    | 11                   | 12                   |                      |                      |
| 1991-1992  | Cherokees de Knoxville              | ECHL  | 59 | 41               | 39               | 80               | 214              | -                | -  | -                    | -                    | -                    |                      |                      |
| 1992-1993  | Senators de New Haven               | LAH   | 62 | 23               | 20               | 43               | 163              | -                | -  | -                    | -                    | -                    |                      |                      |
| 1993-1994  | Senators de l'Île-du-Prince-Édouard | LAH   | 69 | 33               | 29               | 62               | 241              | -                | -  | -                    | -                    | -                    |                      |                      |
| 1993-1994  | Sénateurs d'Ottawa                  | LNH   | 3  | 0                | 0                | 0                | 2                | -                | -  | -                    | -                    | -                    |                      |                      |
| 1994-1995  | Senators de l'Île-du-Prince-Édouard | LAH   | 75 | 37               | 30               | 67               | 161              | 6                | 1  | 1                    | 2                    | 24                   |                      |                      |
| 1995-1996  | Pirates de Portland                 | LAH   | 28 | 9                | 12               | 21               | 99               | -                | -  | -                    | -                    | -                    |                      |                      |
| 1995-1996  | Wolves de Chicago                   | LIH   | 45 | 9                | 16               | 25               | 164              | 5                | 4  | 0                    | 4                    | 8                    |                      |                      |
| 1996-1997  | Moose du Manitoba                   | LIH   | 79 | 32               | 34               | 66               | 222              | -                | -  | -                    | -                    | -                    |                      |                      |
| 1997-11998 | Moose du Manitoba                   | LIH   | 76 | 42               | 34               | 76               | 246              | 3                | 0  | 0                    | 0                    | 6                    |                      |                      |
| 1998-1999  | Flames de Saint-Jean                | LAH   | 30 | 10               | 14               | 24               | 84               | -                | -  | -                    | -                    | -                    |                      |                      |
| 1998-1999  | Thoroughblades du Kentucky          | LAH   | 10 | 2                | 3                | 5                | 7                | 11               | 4  | 1                    | 5                    | 10                   |                      |                      |
| 1998-1999  | Flames de Calgary                   | LNH   | 18 | 0                | 3                | 3                | 20               | -                | -  | -                    | -                    | -                    |                      |                      |
| 1999-2000  | Aeros de Houston                    | LIH   | 62 | 22               | 19               | 41               | 134              | 5                | 2  | 1                    | 3                    | 18                   |                      |                      |
| 2000-2001  | Aeros de Houston                    | LIH   | 74 | 22               | 24               | 46               | 231              | 7                | 1  | 1                    | 2                    | 10                   |                      |                      |
| 2001-2002  | Ice Pilots de Pensacola             | ECHL  | 63 | 39               | 46               | 85               | 306              | 3                | 2  | 0                    | 2                    | 8                    |                      |                      |
| 2002-2003  | Ice Pilots de Pensacola             | ECHL  | 67 | 46               | 41               | 87               | 340              | 4                | 3  | 1                    | 4                    | 0                    |                      |                      |
| 2003-2004  | Eagles du Colorado                  | LCH   | 59 | 46               | 50               | 96               | 142              | 4                | 4  | 1                    | 5                    | 10                   |                      |                      |
| 2003-2004  | Penguins de Wilkes-Barre/Scranton   | LAH   | 2  | 0                | 0                | 0                | 0                | -                | -  | -                    | -                    | -                    |                      |                      |
| 2004-2005  | Eagles du Colorado                  | LCH   | 47 | 32               | 49               | 81               | 101              | 16               | 10 | 6                    | 16                   | 45                   |                      |                      |
| 2005-2006  | Eagles du Colorado                  | LCH   | 64 | 47               | 43               | 90               | 298              | 12               | 6  | 11                   | 17                   | 36                   |                      |                      |
| 2006-2007  | Eagles du Colorado                  | LCH   | 18 | 20               | 16               | 36               | 92               | 25               | 17 | 15                   | 32                   | 64                   |                      |                      |
| 2007-2008  | Eagles du Colorado                  | LCH   | 58 | 24               | 52               | 76               | 249              | 13               | 6  | 9                    | 15                   | 80                   |                      |                      |
| 2008-2009  | Eagles du Colorado                  | LCH   | 58 | 38               | 47               | 85               | 248              | 15               | 5  | 5                    | 10                   | 62                   |                      |                      |

## Trophées et honneurs personnels
- East Coast Hockey League
  - 2002 : nommé dans la 2e équipe d'étoiles
- Ligue centrale de hockey
  - 2004, 2006 et 2009 : participe au Match des étoiles
  - 2005 et 2006 : nommé dans l'équipe d'étoiles
  - 2005 et 2007 : remporte la Coupe du Président Ray Miron avec les Eagles du Colorado

## Transactions
- 27 mai 1993 : signe un contrat comme agent libre avec les Sénateurs d'Ottawa.
- 1er septembre 1998 : signe un contrat comme agent libre avec les Flames de Calgary.
- 23 mars 1999 : échangé aux Sharks de San José par les Flames de Calgary en retour d'une somme d'argent.

## Parenté dans le sport
- Frère de l'ancien joueur Trent Pankewicz.